# Pavoraja
Pavoraja és un gènere de peixos de la família dels raids i de l'ordre dels raïformes.

## Taxonomia
- Pavoraja alleni (McEachran & Fechhelm, 1982)[2]
- Pavoraja arenaria (Last, Mallick & Yearsley, 2008)[3]
- Pavoraja mosaica (Last, Mallick & Yearsley, 2008)[3]
- Pavoraja nitida (Günther, 1880)[4]
- Pavoraja pseudonitida (Last, Mallick & Yearsley, 2008)[3]
- Pavoraja umbrosa (Last, Mallick & Yearsley, 2008)[3][5][6][7][8][9][10]